# Ginchy
Ginchy is een gemeente in het Franse departement Somme (regio Hauts-de-France) en telt 66 inwoners (2009). De plaats maakt deel uit van het arrondissement Péronne.

## Geografie
De oppervlakte van Ginchy bedraagt 6,0 km², de bevolkingsdichtheid is dus 11 inwoners per km².
De onderstaande kaart toont de ligging van Ginchy met de belangrijkste infrastructuur en aangrenzende gemeenten.

## Demografie
Onderstaande figuur toont het verloop van het inwonertal (bron: INSEE-tellingen).